# Dissakisite-(Ce)
La dissakisite-(Ce) è un minerale appartenente al gruppo dell'allanite.